# Lavelanet
Lavelanet (en occitano: L'Avelhanet) es una localidad y comuna francesa en la región de Mediodía-Pirineos, departamento francés del Ariège, en el distrito de Foix y región natural del Pays d'Olmes. 
A sus habitantes se le denomina por el gentilicio en idioma francés de Lavelanetiens.

## Economía
Antiguamente la población tenía gran reputación por sus industrias y géneros textiles; la industria cayó bastante por las importaciones de textiles del extranjero.

## Etimología
El nombre de la población y comuna proviene del vocablo occitano avelana, derivado del latín avellana.

## Demografía
| 7648 | 8630 | 9346 | 8368 | 7740 | 6872 |
| Para los censos de 1962 a 1999 la población legal corresponde a la población sin duplicidades (Fuente: INSEE [Consultar]) |      |      |      |      |      |

## Personajes ligados a la comuna
- Fabien Barthez, jugador de fútbol.
- Benoît Baby, jugador de rugby.
- Guillermo Carlos Cazenave, músico y escritor.